# Сергієнко Володимир Олексійович
Володимир Олексійович Сергієнко (1950) — радянський діяч, секретар Донецького обласного комітету КПУ, 1-й секретар Селидівського міського комітету КПУ Донецької області.

## Біографія
Освіта вища. Член КПРС з 1972 року.
Перебував на партійній роботі.
До квітня 1990 року — 1-й секретар Селидівського міського комітету КПУ Донецької області.
7 квітня 1990 — 1991 року — секретар Донецького обласного комітету КПУ з питань соціально-економічного розвитку.

## Нагороди
- орден Трудового Червоного Прапора
- ордени
- медалі